# Tricentrus nigroapicalis
Tricentrus nigroapicalis är en insektsart som beskrevs av William D. Funkhouser 1927. Tricentrus nigroapicalis ingår i släktet Tricentrus och familjen hornstritar. Inga underarter finns listade i Catalogue of Life.